# Helicia pallescens
Helicia pallescens är en tvåhjärtbladig växtart som beskrevs av Friedrich Ludwig Diels. Helicia pallescens ingår i släktet Helicia och familjen Proteaceae. Inga underarter finns listade i Catalogue of Life.